# Blel Kadri
Blel Kadri (Bordeus, 3 de setembre de 1986) és un ciclista francès, professional des del 2009.
En el seu palmarès destaca la Roma Maxima del 2013, i sobretot una etapa al Tour de França de 2014.

## Palmarès
- 2004
  - 3r de la Copa del món UCI Júnior
  - 1r a la Volta a la Baixa Saxònia júnior
  - 1r al Tour de Lorena Junior
- 2007
  - Vencedor d'una etapa de la Volta a Turíngia
- 2008
  - 1r a la Kreiz Breizh Elites i vencedor d'una etapa
  - Vencedor d'una etapa de la Ronda de l'Isard d'Arieja
- 2010
  - Vencedor d'una etapa de la Ruta del Sud
- 2013
  - 1r a la Roma Maxima
- 2014
  - Vencedor d'una etapa al Tour de França

### Resultats a la Volta a Espanya
- 2010. 82è de la classificació general
- 2012. 169è de la classificació general
- 2015. 150è de la classificació general

### Resultats al Tour de França
- 2011. 117è de la classificació general
- 2012. 89è de la classificació general
- 2013. 125è de la classificació general
- 2014. 84è de la classificació general. Vencedor de la 8a etapa

### Resultats al Giro d'Itàlia
- 2016. 145è de la classificació general